# Gunnar Markesjö
Axel Gunnar Markesjö, född 17 juni 1927 i Säter, död 27 mars 2020, var en svensk ingenjör, universitetslektor och läroboksförfattare inom elektronik och datorteknik. Han medverkade vid tillkomsten av ABC 80, där transistorgruppen vid KTH var en viktig del.
Markesjö började 1949 studera elektroteknik vid Kungliga Tekniska högskolan och blev civilingenjör 1953. Han började samma år arbeta som assistent i radioteknik vid KTH, hos professor Erik Löfgren. Han blev teknologie licentiat 1963 och universitetslektor i tillämpad elektronik 1965. Han disputerade 1977 i pedagogik vid Uppsala universitet.
Gunnar Markesjö skrev också ett antal ganska avancerade böcker om framförallt analog (men även digital) elektronikkonstruktion. Böckerna behandlade såväl elektronrör som transistorer av olika typer, samt andra aktiva och passiva komponenter. De vände sig till såväl färdiga ingenjörer som studerande på högskola eller sista åren på teknisk gymnasium, och är fortfarande användbara.
Markesjös författarskap skulle eventuellt kunna karakteriseras som mer kunnigt än pedagogiskt även om vissa böcker, till exempel Mikrodatorns ABC
var mer tydliga och lättbegripliga (utan att vara tillnärmelsevis så ytlig som namnet antyder).

## Ett urval böcker
- Elektronrörsförstärkare (1962)
- Transistorpulskretsar 1 (1966)
- Transistorpulskretsar 2 (1967)
- Transistorpulskretsar 3 (1967)
- Markesjö, Gunnar (1976). Bli bekant med en minidator. Lund: Studentlitteratur. sid. 200. Libris 7276339. ISBN 91-44-11361-7
- Mikrodatorns ABC (1978), om datorn Luxor ABC 80
- Med datorn i handen (1983), om en handburen dator från det svenska företaget Micronic, grundat av Gerhard Westerberg och Hans Jacobsen, senare Micronic Laser Systems
- Analoga kretsar (1986?)